# Mejicanotrichia tridentata
Mejicanotrichia tridentata är en nattsländeart som först beskrevs av Bueno-soria och Hamilton 1986.  Mejicanotrichia tridentata ingår i släktet Mejicanotrichia och familjen smånattsländor. Inga underarter finns listade i Catalogue of Life.